# Donna Williams
Donna Williams (Melbourne, 12 ottobre 1963 – 22 aprile 2017) è stata una scrittrice, cantautrice e sceneggiatrice australiana.
È un'autrice di libri best seller ed anche scultrice a cui è stata diagnosticata da adulta l'autismo dopo che nell'infanzia era stata più volte visitata per una presunta sordità e considerata malata di mente.

## Attività letteraria
Il suo primo libro è un'autobiografia che si intitola Nessuno in nessun luogo (in inglese Nobody Nowhere) e parla della sua condizione di persona nello Spettro Autistico (ad alto funzionamento); è diventato un bestseller internazionale tradotto in diverse lingue (tra cui l'italiano) ed è rimasto per ben 10 settimane al numero 1 del the New York Times Bestseller List.
Qualcuno in qualche luogo (1994), il suo secondo libro e secondo successo editoriale, è il seguito del precedente: racconta come è cambiata la sua vita dopo la pubblicazione e la popolarità ottenuta con la sua prima opera.
Ci sono anche suoi scritti relativi all'autismo di altri autori.

## Sceneggiature
Ha scritto diverse sceneggiature, la prima delle quali è l'adattamento per il cinema di Nobody Nowhere.

## Discografia
Donna ha pubblicato il suo primo album, Nobody Nowhere nel 1999 composto insieme con un noto compositore/arrangiatore/produttore britannico, Paul Farrer. Nel 2005, fa uscire un secondo album intitolato Mutation con la collaborazione di un eccentrico compositore Australiano di nome Akash. Una canzone del primo album è entrata nelle top 50 di American Idol Underground in 2006.

## Matrimonio
Il 9 dicembre del 2000, Donna sposa Samuel durante un periodo in cui soggiorna in Inghilterra. Nel 2002 insieme andranno a vivere nella natia, di lei, Australia.
Il marito l'aiuta a creare il sito web the auties.org, che è diventato un punto di riferimento a livello internazionale per le persone nello Spettro Autistico. Donna ha raccontato del marito nel suo libro Everyday Heaven.

## Libri pubblicati in Italia
- Donna Williams. Nessuno in nessun luogo, la straordinaria autobiografia di una ragazza autistica, Armando Editore, 2002, ISBN 88-8358-394-9.
- Donna Williams. Qualcuno in qualche luogo, Armando editore, 2005, ISBN 88-8358-463-5.
- Donna Williams. Il mio e loro autismo Itinerario tra le ombre e i colori dell'ultima frontiera, Armando editore, 1998